# Mycena alcalina
Mycena alcalina é uma espécie de cogumelo da família Mycenaceae.